# Bøffen
Bøffen er en fiktiv person i den danske filmserie Olsen-banden. Han blev spillet af Ove Verner Hansen. I de norske Olsen-banden-film hedder han Biffen (på norsk hedder bøf biff). Her blev han spillet af Torgils Moe i tre film men derefter blev han spillet af Ove Verner Hansen ligesom i de danske film.
Bøffen arbejder typisk som håndlanger for filmenes skurk J.M.R. Holm Hansen Jr. (også kaldet Bang-Johansen m.fl.). Han er en stærk rival til seriens hovedperson Egon Olsen, som han forsøger at indfange og gøre det af med på forskellig vis. I den niende film, Olsen-banden deruda', er han assistent for Mester Hansen (spillet af Paul Hagen).
Bøffen optræder første gang under eget navn i den sjette film, Olsen-bandens sidste bedrifter. Ove Verner Hansen medvirker dog i en lignende rolle som vagt sammen med Jens Okking i den foregående film, Olsen-banden går amok. I den ottende film, Olsen-banden ser rødt, kaldes figuren som Frits. I den trettende film, Olsen-banden over alle bjerge, medvirker han kun i resumeet af den foregående film, Olsen-bandens flugt over plankeværket.
Selve ordet "Bøffen" er dog ikke personens navn i filmenes virkelighed, men snarere en betegnelse eller et begreb, som kun indviede uden for filmens virkelighed kender. Bøffen bliver såvidt vides aldrig tiltalt eller omtalt i filmene som "Bøf" eller "Bøffen", men i stedet som fx Frits (Olsen-banden ser rødt) eller Portvagten (Olsen-bandens flugt over plankeværket) og meget ofte bare "(Ham,) dét dumme svin" (af Benny; fx i Olsen-banden på sporet og - flugt over plankeværket). Betegnelsen "Bøffen" kan bunde i hans muskuløse, fysisk intimiderende fremtoning, der af to uafhængige vidner i Olsen-banden på sporet måske lidt for rammende eller ligefrem krænkende bliver beskrevet som "småfed og almindelig". Da Ove Verner hansen også optræder som købmanden i Dragehuset/Onkel Toms Hytte, som forfølger Benny og Kjeld i Olsen-bandens store kup, kan man på grundlag af den fysiske fremtoning argumentere for, at Bøffen faktisk var med for første gang dér.
| Dansk filmtitel                              | Skuespiller          |
| -------------------------------------------- | -------------------- |
| Olsen-banden går amok (1973)                 | Ove Verner Hansen    |
| Olsen-bandens sidste bedrifter (1974)        | Ove Verner Hansen    |
| Olsen-banden på sporet (1975)                | Ove Verner Hansen    |
| Olsen-banden deruda' (1977)                  | Ove Verner Hansen    |
| Olsen-banden går i krig (1978)               | Ove Verner Hansen    |
| Et isoleret tilfælde (reklamefilm, 1978)     | Ove Verner Hansen    |
| Olsen-banden overgiver sig aldrig (1979)     | Ove Verner Hansen    |
| Olsen-bandens flugt over plankeværket (1981) | Ove Verner Hansen    |
| Olsen-banden over alle bjerge (1981)         | Ove Verner Hansen    |
| Olsen-bandens sidste stik (1998)             | Ove Verner Hansen    |
| Olsen-bandens første kup (1999)              | Ludomir Dietl Løkken |

| Svensk filmtitel                                | Skuespiller          |
| ----------------------------------------------- | -------------------- |
| Varing for Jonssonligan (1981)                  | Weiron Holmberg      |
| Jonssonligan och Dynamit-Harry (1982)           | Weiron Holmberg      |
| Jonssonligan får guldfeber (1984)               | Weiron Holmberg      |
| Jonssonligan dyker upp igen (1986)              | Lars Dejert          |
| Jonssonligan och den svarta diamantan (1992)    | Weiron Holmberg      |
| Jonssonligans storsta kupp (1995)               | Weiron Holmberg      |
| Lilla Jonssonligan och cornflakes-kuppet (1996) | Mats Wennberg        |
| Lilla Jonssonligan på styva linan (1997)        | Mats Wennberg        |
| Jonssonligan spelar hogt (2000)                 | Weiron Holmberg      |
| Lilla Jonssonligan på Kollo (2003)              | Hampus Andersson-Gil |

| Norsk filmtitel                                        | Skuespiller               |
| ------------------------------------------------------ | ------------------------- |
| Olsenbanden og Dynamitt-Harry går amok (1973)          | Torgils Moe               |
| Olsenbanden møter Kongen & Knekten (1974)              | Torgils Moe               |
| Olsenbandens siste bedrifter (1975)                    | Torgils Moe               |
| Olsenbanden og Dynamitt-Harry på sporet (1977)         | Ove Verner Hansen         |
| Olsenbanden + Data-Harry sprenger verdensbanken (1978) | Ove Verner Hansen         |
| Olsenbanden gir seg aldri (1981)                       | Ove Verner Hansen         |
| Olsenbandens aller siste kupp (1982)                   | Ove Verner Hansen         |
| ...men Olsenbanden var ikke død! (1984)                | Ove Verner Hansen         |
| Olsenbandens første kupp (2001)                        | Bastian Hafr              |
| Olsenbanden Jr. går under vann (2002)                  | Bastian Hafr              |
| Olsenbanden Jr. på rocker'n (2004)                     | Bastian Hafr              |
| Olsenbanden Jr. på Cirkus (2006)                       | Daniel Damvall            |
| Olsenbanden Jr. sølvgruvens hemmelighet (2006)         | Daniel Damvall            |
| Olsenbanden Jr. det sorte gullet (2009)                | Tor Gunnar Maagø Hundstad |
| Olsenbanden Jr. mestertyvens skatt (2010)              | Tor Gunnar Maagø Hundstad |